# Dahra (Chlef)
Dahra (în arabă الظهرة) este o comună din provincia Chlef, Algeria.
Populația comunei este de 23.802 locuitori (2008).